# Seito Yamamoto
Seito Yamamoto (山本 聖途?, Yamamoto Seito; Okazaki, 11 marzo 1992) è un astista giapponese, ha partecipato a due edizioni dei Giochi olimpici.

## Palmarès
| Anno | Manifestazione             | Sede           | Evento           | Risultato | Prestazione | Note                          |
| ---- | -------------------------- | -------------- | ---------------- | --------- | ----------- | ----------------------------- |
| 2012 | Giochi olimpici            | Londra         | Salto con l'asta | nm (q)    | nm (q)      |                               |
| 2013 | Universiadi                | Kazan'         | Salto con l'asta | Argento   | 5,60 m      |                               |
| 2013 | Mondiali                   | Mosca          | Salto con l'asta | 6º        | 5,75 m      | Miglior prestazione personale |
| 2013 | Giochi dell'Asia orientale | Tientsin       | Salto con l'asta | Oro       | 5,50 m      |                               |
| 2014 | Giochi asiatici            | Incheon        | Salto con l'asta | nm        | nm          |                               |
| 2015 | Campionati asiatici        | Wuhan          | Salto con l'asta | Argento   | 5,50 m      |                               |
| 2015 | Mondiali                   | Pechino        | Salto con l'asta | 23º (q)   | 5,65 m      |                               |
| 2016 | Mondiali indoor            | Portland       | Salto con l'asta | 4º        | 5,60 m      |                               |
| 2016 | Campionati asiatici indoor | Doha           | Salto con l'asta | Argento   | 5,60 m      |                               |
| 2016 | Giochi olimpici            | Rio de Janeiro | Salto con l'asta | nm (q)    | nm (q)      |                               |
| 2017 | Mondiali                   | Londra         | Salto con l'asta | 26º (q)   | 5,30 m      |                               |
| 2018 | Giochi asiatici            | Giacarta       | Salto con l'asta | Oro       | 5,70 m      |                               |
| 2019 | Campionati asiatici        | Doha           | Salto con l'asta | 7º        | 5,51 m      |                               |
| 2019 | Mondiali                   | Doha           | Salto con l'asta | 20º (q)   | 5,60 m      |                               |
| 2021 | Giochi olimpici            | Tokyo          | Salto con l'asta | 25º (q)   | 5,30 m      |                               |
| 2022 | Mondiali                   | Eugene         | Salto con l'asta | 15º (q)   | 5,65 m      |                               |
| 2023 | Giochi asiatici            | Hangzhou       | Salto con l'asta | nm        | nm          |                               |